# 純潔運動
純潔運動（じゅんけつうんどう）とは、「結婚するまで性交渉を行うことを控えるように」と呼びかける運動。

## 純潔運動家
1999年にデビューしたシンガーソングライターのジェシカ・シンプソンが「結婚するまで純潔を守る」発言で話題になり、その後を追うようにブリトニー・スピアーズ、クリスティーナ・アギレラも純潔宣言し、アメリカ国内は一時空前の純潔ブームとなった。また、純潔運動家の中にはレネ・ルッソのように過去に純潔を失っていても（結婚し、子供をもうけていても）、ある時点から第二の純潔（セカンダリー・バージニティ）という道を選ぶ者も少なくない。

## 日本での運動
歴史的にピューリタニズムの影響を受けたキリスト教会の中で主張された。カトリック教会ではオックスフォード運動やMRA運動がこれを重視した。日本では、廓清会、日本キリスト教婦人矯風会、キリスト教青年会、救世軍が廃娼運動、一夫一婦制を求める運動を展開した。

## アメリカでの運動
アメリカ合衆国では19世紀に設立されたキリスト教系の新宗教団体である末日聖徒イエス・キリスト教会やエホバの証人において、婚前交渉は禁じられ、重大な罪だとされている。宗教右派（福音派、キリスト教右派）の考え方に基づき、1980年代から活発になってきた。保守勢力であり、アメリカ合衆国共和党の支持母体の一つにもなっている。

## 統一教会の純潔運動
世界平和統一家庭連合（旧・世界基督教統一神霊協会。2015年8月に改称）の教義では、不倫やフリーセックスを厳しく戒めており、教祖文鮮明に認められた夫婦間以外のあらゆる性行為は堕落した行為とされ、禁止されている。
統一教会は日本や韓国などで、様々な団体を通じて、純潔運動を行って来た。すなわち「日本純潔同盟（PLA-Japan）」、「真の家庭運動推進協議会」、「世界平和女性連合」、「日本青少年純潔運動本部」などである。これは統一教会の教義の中の「純潔」に対する理念を世間に広めていく目的があるとされている。一方で、山口氏、紀藤氏、滝本氏らは統一教会が推奨する「合同結婚式」への参加者を獲得する目的を併せ持っていると主張している。つまり、全国各地で開かれている各団体の大会の中で「純潔を守ること」や「不倫をしない」などを誓わせ、その印として合同結婚式で飲む「聖酒」と呼ばれる宗教的酒を混ぜた「ピュア・ラブ・キャンデー（ホーリーキャンデー、純潔キャンデー）」を舐めさせたり、「聖酒」そのものをワインと称して飲ませ、署名を書かせるなどの活動を長年にわたって行なってきたとしている。
その活動は街頭や戸別訪問のみならず、公立幼稚園・小・中・高等の学校にも及び、統一教会の活動と知らずに歓迎して受け入れた学校も、少なからずあった。日本や韓国で統一教会に反対する者たちが統一教会の運動であることを呼びかけて警鐘を鳴らしている一方、『純潔運動』を推進している他の団体との協調関係も進行していると言われている。

## 批判
禁欲教育を行うよりも、婚前交渉に及ぶ可能性を認めた性教育を実施した方が、将来の性生活を安全に送るために生徒たちに必要な情報を与えることができるとの指摘がある 。教育分野でのグローバルなレビューによれば、セクシュアリティ教育によって若者の初交年齢を遅らせたり、コンドームを含む避妊具を使用するために必要な自信を養うことができる 。